# Resultados do Carnaval do Rio de Janeiro em 1940
Nesta página estão listados os resultados dos concursos de escolas de samba, ranchos carnavalescos, sociedades carnavalescas e blocos de repartições públicas do carnaval do Rio de Janeiro do ano de 1940.
A Estação Primeira de Mangueira venceu o desfile das escolas de samba, conquistando seu quarto título de campeã do carnaval carioca. A escola apresentou o enredo "Prantos, Pretos e Poetas", desenvolvido pelo Sr. Armando Silva. Mocidade Louca de São Cristóvão ficou com o vice-campeonato por quatro pontos de diferença para a Mangueira. Campeã do ano anterior, a Portela obteve o quinto lugar.
A Vizinha Faladeira protagonizou o primeiro protesto de uma escola de samba durante um desfile. Protestando contra sua desclassificação no carnaval do ano anterior, a escola desfilou até a comissão julgadora onde abriu uma faixa com os dizeres: "Devido às marmeladas, adeus carnaval! Um dia voltaremos!".
Clube dos Democráticos foi o campeão das grandes sociedades. O Bloco Carnavalesco Correios e Telégrafos venceu o concurso das repartições públicas. Turunas de Monte Alegre conquistou o título do concurso dos ranchos num ano em que apenas três agremiações desfilaram devido à crise gerada pela diminuição de verbas públicas destinadas pela Prefeitura.

## Escolas de samba
O desfile das escolas de samba do Rio de Janeiro de 1940 foi realizado no domingo, dia 4 de fevereiro do mesmo ano, na Praça Onze, sendo organizado pela União Geral das Escolas de Samba do Brasil (UGESB).
| Ordem dos desfiles |
| 1. Última Hora 2. Fiquei Firme 3. Não É O Que Dizem 4. Estação Primeira de Mangueira 5. Portela 6. Mocidade Louca de São Cristóvão 7. Deixa Malhar 8. Unidos da Tijuca 9. Corações Unidos de Jacarepaguá 10. União do Sampaio 11. União Barão da Gamboa 12. Unidos do Tuiuti 13. Paz e Amor 14. Azul e Branco do Salgueiro 15. União de Colégio 16. Filhos do Deserto 17. Depois Eu Digo 18. Cada Ano Sai Melhor 19. Lira do Amor 20. Prazer da Serrinha 21. Unidos da Mangueira 22. Vai Se Quiser 23. Unidos do Salgueiro |

### Quesitos e julgadores
| As escolas foram avaliadas em cinco quesitos: 1. Bandeira 2. Conjunto 3. Enredo 4. Harmonia 5. Samba | A comissão julgadora foi formada por: - Arlindo Cardoso - Francisco Guimarães Romano - Genhardt Luckman - Modestino Kanto - Nourival Dalier Pereira |

### Classificação
Estação Primeira de Mangueira foi a campeã, conquistando seu quarto título no carnaval carioca. A escola apresentou o enredo "Prantos, Pretos e Poetas", desenvolvido pelo Sr. Armando Silva. Os sambas cantados no desfile foram "Lacrimário", de Carlos Cachaça; e "Glória ao Samba", de Castelo. Mocidade Louca de São Cristóvão ficou com o vice-campeonato por quatro pontos de diferença para a Mangueira. Campeã do ano anterior, a Portela obteve o quinto lugar.
A Vizinha Faladeira promoveu um protesto contra sua desclassificação no carnaval do ano anterior. A escola desfilou até o palanque da comissão julgadora, onde desfraldou uma faixa com os dizeres: "Devido às marmeladas, adeus carnaval! Um dia voltaremos!". Os componentes desviaram da comissão, passando por trás do local de julgamento, voltando no sentido contrário ao que vieram. Foi o primeiro protesto realizado por uma escola de samba em um desfile. A escola não foi julgada e não consta nos registros sobre o concurso. Ficou inativa durante quase cinquenta anos, até retornar ao carnaval em 1989.
| Legenda: Campeã * Sem informação disponível |

| Col. | Escola                          | Enredo                   | Carnavalesco(a)  | Pontos |
| ---- | ------------------------------- | ------------------------ | ---------------- | ------ |
| 1    | Estação Primeira de Mangueira   | Prantos, Pretos e Poetas | Armando Silva    | 111    |
| 2    | Mocidade Louca de São Cristóvão | *                        | *                | 107    |
| 3    | Azul e Branco do Salgueiro      | *                        | *                | 90     |
| 4    | União do Sampaio                | *                        | *                | 84     |
| 5    | Portela                         | Homenagem à Justiça      | Paulo da Portela | 83     |
| 6    | Deixa Malhar                    | *                        | *                | 74     |
| 7    | Cada Ano Sai Melhor             | *                        | *                | 70     |
| 7    | Paz e Amor                      | *                        | *                | 70     |
| 7    | Unidos da Tijuca                | *                        | *                | 70     |
| 8    | Fiquei Firme                    | *                        | *                | 67     |
| 9    | União Barão da Gamboa           | *                        | *                | 66     |
| 10   | Depois Eu Digo                  | *                        | *                | 60     |
| 11   | Unidos da Mangueira             | *                        | *                | 58     |
| 12   | Última Hora                     | *                        | *                | 56     |
| 13   | Unidos do Salgueiro             | Terra Amada              | *                | 55     |
| 13   | Vai Se Quiser                   | *                        | *                | 55     |
| 14   | Lira do Amor                    | *                        | *                | 50     |
| 15   | Não É o Que Dizem               | *                        | *                | 49     |
| 16   | Filhos do Deserto               | *                        | *                | 45     |
| 16   | Unidos do Tuiuti                | *                        | *                | 45     |
| 17   | Prazer da Serrinha              | Sonho de Fadas           | *                | 42     |
| 17   | União de Colégio                | *                        | *                | 42     |
| 18   | Corações Unidos de Jacarepaguá  | *                        | *                | 37     |

## Ranchos carnavalescos
| Ordem dos desfiles |
| 1. Turunas de Monte Alegre (Enredo: "Grandeza e Virtude de Uma Nação") 2. Aliança de Quintino (Enredo: "O Brasil Marcha para o Oeste") 3. Inocentes de Catumbi (Enredo: "Cleopatra") |

## Sociedades carnavalescas
| Ordem dos desfiles                                                               |
| 1. Clube dos Democráticos 2. Tenentes do Diabo 3. Fenianos 4. Pierrôs da Caverna |

## Blocos de repartições públicas
O Bloco dos Correios e Telégrafos venceu o concurso das repartições públicas. A comissão julgadora foi formada por Magalhães Correia (professor); Armando Viana (professor); e Freire Júnior (maestro).
| Col. | Bloco                       | Enredo            |
| ---- | --------------------------- | ----------------- |
| 1    | Correios e Telégrafos       | Cecy e Pery       |
| 2    | Destemidos da Casa da Moeda | Primavera em Flor |